# Дундуа, Михаил Самсонович
Михаи́л Самсо́нович Дундуа́ (9 июня 1926 год, село Марани Абашинского района Грузинской ССР — 5 сентября 2002 года, Батуми, Грузия) — советский инженер, руководитель, депутат Верховного Совета СССР 5 созыва.

## Биография
Дундуа Михаил Самсонович родился 9 июня 1926 года в селе Марани Абашинского района Грузинской ССР.
Он получил среднее образование в Батуми.
- С 1940 года — член ВЛКСМ.
- В 1942 году окончил Батумское ремесленное училище №4.
  - в том же году начал работать на 201-м заводе им. С.Орджоникидзе,
- В 1945 году он был переведен на Батумский машиностроительный завод.
- С 1954 года — член КПСС.
- В 1958 году был избран депутатом Верховного Совета СССР 5 созыва.
- В 1968 году заочно окончил Грузинский сельскохозяйственный институт, после чего был назначен руководителем сборочного цеха Батумского машиностроительного завода[1].
- Инженер Дундуа скончался в 2002 году в возрасте 76 лет, он был с почестями похоронен на Батумском кладбище.

## Награды
- Президиум Верховного Совета Аджарской АССР указом от 19 октября 1990 года присвоил ему почётное звание рационализатора Аджарской АССР.
- Президиум Верховного Совета СССР указом от 19 февраля 1974 года наградил его орденом Трудового Красного Знамени.
- Он также был награждён:
  - различными медалями[2][3][4].
  - почётными дипломами[5].